# 須崎昇
須崎 昇（すざき のぼる、1952年1月2日 - ）は、北海道出身の元騎手。

## 来歴
1975年3月に栗東・久保道雄厩舎からデビューし、同1日の阪神第4競走4歳300万下・ブルーウエスト（7頭中2着）で初騎乗を果たすと、30日の阪神第4競走障害5歳以上未勝利・リュウパーシャンで初勝利を挙げる。5月18日の京都第2競走4歳未勝利・ニシノミナトで平地初勝利、10月25日・26日の京都で初の2日連続勝利を挙げるなど、1年目の同年は9勝をマーク。
3年目の1977年には4月2日の小倉で初の1日2勝を挙げるなど初の2桁で自己最多の20勝をマークし、1979年まで3年連続2桁勝利を記録。
1978年からはアローエクスプレス産駒アグネスプレスの主戦騎手として活躍し、同年の愛知杯でハシコトブキの2着に入ると、明けて1979年の小倉大賞典ではリードスワローを抑えて人馬共に重賞初勝利 を挙げる。スワンステークスではエリモジョージ・ホクトボーイの天皇賞馬2頭を抑えて1番人気に支持されたが、同厩ホクトボーイの2着に終わった。1980年には小倉で行われたスワンステークスを制して重賞2勝目 を挙げ、マイラーズカップではニチドウアラシとアタマ差2着に入った。
1984年には雪でダートに変更された中日新聞杯ではリュウボーイでアスコットエイトに大差2着 、同様の条件になった京都牝馬特別ではミホクイーンで3着に入る。8月の函館ではタニノブーケの新馬2戦に騎乗し、折り返しの2戦目で後にメジロドーベルの母となるメジロビューティーにクビ差勝利するなど、4年ぶりの2桁勝利となる11勝をマーク。　　
1985年には開業1年目の太宰義人厩舎に移籍して自身初の0勝に終わったが、1986年は7勝、1987年は3年ぶりで最後の2桁勝利となる10勝をマーク。
1989年には秋だけで4勝、1990年には春3勝・秋4勝の計7勝と勝ち星の全てを福島戦で挙げた。
1991年からはフリーとなり、4月20日の新潟第第4競走4歳未出走では14頭中12番人気のパリスハーリーでケイエスミラクルに勝利。11月30日の阪神第3競走3歳新馬をキョウエイボーガンで逃げ切ったのが最後の勝利となり、明けて1992年1月18日の京都第7競走4歳以上500万下・ユタカマル（16頭中10着）を最後に引退。

## 騎手成績
| 通算成績 | 1着 | 2着 | 3着 | 4着以下 | 出走回数 | 勝率 | 連対率 |
| -------- | --- | --- | --- | ------- | -------- | ---- | ------ |
| 平地     | 106 | 116 | 109 | 1098    | 1429     | .074 | .155   |
| 障害     | 15  | 10  | 8   | 58      | 91       | .165 | .275   |
| 計       | 121 | 126 | 117 | 1156    | 1520     | .080 | .163   |

主な騎乗馬
- アグネスプレス（1979年小倉大賞典、1980年スワンステークス）